# Jurjen van Zijl
Jurjen van Zijl (6 juli 1984) is een Nederlandse honkballer.
Van Zijl is een rechtshandige werper. Hij kwam tot het eind van het seizoen 2004 uit voor de vereniging UVV uit Utrecht en stapte toen over naar HCAW uit Bussum waarvoor hij drie jaar zou uitkomen in de hoofdklasse voor het eerste team. Op donderdag 19 mei 2005 debuteerde hij in de wedstrijd tegen Sparta/Feyenoord en kwam in de achtste inning bij een 0-3-achterstand op de heuvel te staan. In de negende inning werd het uiteindelijk 5-4 en won Van Zijl zijn eerste wedstrijd met het team. Hij kreeg in de laatste twee innings geen enkele honkslag tegen, gooide drie strikeouts en eenmaal een vier wijd. In 2005 kwam hij voor HCAW in nog acht andere wedstrijden in actie. Ook in 2006 speelde hij voor HCAW en speelde in totaal in 19 wedstrijden mee. Omdat HCAW sinds lange tijd plaatsing voor de play-offs miste, besloot hij de club te verlaten en verhuisde naar DOOR Neptunus in Rotterdam waar hij tot en met het seizoen 2009 voor uitkwam.
In april 2006 kwam hij bij de selectie van het Nederlands honkbalteam. Hij debuteerde een aantal maanden later bij de eerste European Baseball Series. In Taiwan was hij wel aanwezig tijdens de finale van de Intercontinental Cup maar speelde zelf niet mee.